# زفونكو زيفكوفيتش
زفونكو زيفكوفيتش (مواليد 31 أكتوبر 1959) هو لاعب كرة قدم. يلعب مع منتخب يوغوسلافيا لكرة القدم. سبق له أن لعب في كأس العالم لكرة القدم مع منتخب بلاده.

## روابط خارجية
- زفونكو زيفكوفيتش على موقع الاتحاد الدولي (مؤرشف)  (الإنجليزية)
- زفونكو زيفكوفيتش على موقع الاتحاد الأوربي (الإنجليزية)
- زفونكو زيفكوفيتش على موقع قاعدة بيانات كرة القدم.إي يو (الإنجليزية)
- زفونكو زيفكوفيتش على موقع ناشيونال فوتبول تيمز (الإنجليزية)
- زفونكو زيفكوفيتش على موقع عالم كرة القدم.نت (الإنجليزية)